# Joker
Joker è un personaggio dei fumetti statunitensi pubblicati da DC Comics. Ideato da Bob Kane, Bill Finger e Jerry Robinson, ha esordito nel 1940 nel primo numero della serie a fumetti Batman (vol. 1). Nelle prime traduzioni italiane era stato chiamato "Il Jolly", nome italiano più diffuso dell'omonima carta da gioco.
Basato sulla figura del pagliaccio malefico, Joker è uno dei supercriminali più famosi della storia dei fumetti nonché la nemesi del Cavaliere Oscuro. Presentato come uno psicopatico con un senso dell'umorismo contorto e sadico, negli anni 50 divenne un "innocuo" ladro o un grottesco folle in risposta alla regolamentazione della Comics Code Authority, prima di tornare alle sue radici più oscure all'inizio degli anni 70. In quanto nemesi di Batman, Joker ha fatto parte delle storie che definiscono il supereroe, incluso l'omicidio di Jason Todd (il secondo Robin) e la paralisi di Barbara Gordon.
Joker a volte lavora con altri supercriminali folli di Gotham City, come Due Facce e il Pinguino, e gruppi come la Lega dell'ingiustizia, ma queste relazioni spesso crollano a causa del desiderio del Joker di un caos sfrenato. Sebbene la sua ossessione principale sia Batman, Joker ha combattuto anche altri eroi, tra cui Superman e Wonder Woman.
La sua follia e la sua imprevedibilità lo rendono uno dei più terribili criminali di Gotham City nonché uno dei personaggi col più alto numero di omicidi a carico. Quando una guerra nucleare ha privato tutti gli esseri viventi dei loro superpoteri, Joker è stato reso sano di mente, tuttavia questa condizione è stata solo temporanea e presto è tornato ad essere quello di un tempo. Nella serie animata degli anni novanta gli è stato conferito un lato giocoso e festoso, tanto che in alcune scene si rivolge direttamente al pubblico, ad esempio con frasi come «Non fatelo a casa, bambini!».
Si è classificato al secondo posto nella classifica dei più grandi cattivi nella storia dei fumetti secondo IGN; la rivista Wizard l'ha collocato invece al primo posto, mentre Empire, nella sua lista di migliori personaggi della storia dei fumetti, lo ha collocato all'ottavo posto. Nel sondaggio tra i migliori cento personaggi immaginari, Joker si è classificato al trentesimo posto.
Le sue origini, mantenute intenzionalmente misteriose, sono state rinarrate e approfondite da Alan Moore e Brian Bolland in Batman: The Killing Joke (1988), da Ed Brubaker e Doug Mahnke in Batman: L'uomo che ride (2005) , in Batman Confidential (2007), in Batman - I tre Joker (2022) e in Joker: The World (2024).

## Storia editoriale

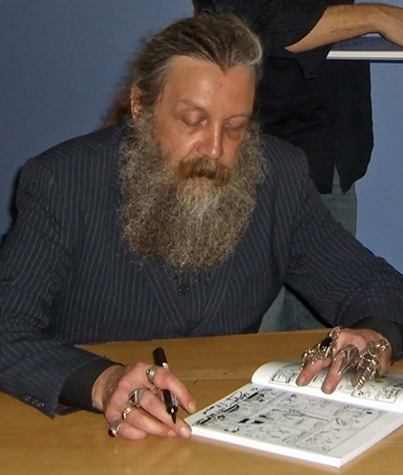
Alan Moore, ideatore del graphic novel Batman: The Killing Joke

La prima apparizione del personaggio risale al 1940, sul primo numero di Batman. Inizialmente doveva morire alla fine della storia, ma all'ultimo momento tale finale non venne disegnato. In una storia apparsa su Detective Comics n. 64 (1944) Joker finiva addirittura sulla sedia elettrica, ma veniva salvato dai suoi scagnozzi. Il personaggio delle origini era un folle pronto a tutto pur di sopraffare il suo acerrimo nemico Batman: realizzava piani complicati, spesso con l'ausilio di armi gigantesche o di costruzioni grottesche. Il personaggio, così, oscillava tra un'aria di drammaticità ed un umorismo da striscia quotidiana, che però non intaccò la sua popolarità ed il suo successo come personaggio. Anzi: questo periodo fu, probabilmente, di profonda influenza sul cartoonist Dick Sprang, che, con un tratto alla Chester Gould, realizzò le storie più incredibili sul dinamico duo. La progettazione grafica del Joker è ispirata visivamente anche all'interpretazione che l'attore Conrad Veidt diede del personaggio di Gwynplaine nel film L'uomo che ride, di cui riprende il fisico slanciato e il sorriso grottesco.
Joker è stato per molto tempo un personaggio senza passato, di cui nemmeno Batman conosceva nulla. Nessun autore aveva mai narrato le sue origini, salvo trapelare pochi indizi discordanti nelle storie. Le sue origini furono inizialmente narrate da Sheldon Moloff e George Roussos in L'uomo sotto il cappuccio rosso.
Nel 1973, dopo un breve declino durato quattro anni, il personaggio del Joker venne rinnovato da Dennis O'Neil. Il suo Joker, in effetti, per quanto folle, non aveva il fascino ed il carisma necessari per spiccare rispetto ad altri personaggi dell'abile sceneggiatore. O'Neil, tra l'altro, realizzò le sceneggiature del serial The Joker (primo numero nel 1975), disegnato da Irv Novick, che risultò, in effetti, debole e poco drammatico rispetto a quanto ci si potesse aspettare da un personaggio letale come Joker.
Sul finire degli anni settanta, Julius Schwartz, dinamico supervisore delle testate DC Comics, per la testata Detective Comics, assoldò uno sceneggiatore proveniente dalla Marvel Comics, Steve Englehart, con l'intento di rinnovare le atmosfere che circondavano Batman.
Dopo un paio di storie realizzate da Walter Simonson, Schwartz, ignorando i dubbi di Englehart, propose ai lettori il giovane ed esordiente Marshall Rogers. La scommessa di Schwartz, alla fine, risultò vincente, non solo dal punto di vista grafico, con Rogers che realizzò alcune delle più belle tavole mai apparse, ma anche dal punto di vista dei contenuti. La coppia, infatti, riuscì a realizzare una serie di storie interessanti ed avvincenti nelle quali Bruce Wayne veniva riportato ad una dimensione più umana e, contemporaneamente, Batman non tradiva le sue atmosfere più genuinamente oscure. In tutto questo il personaggio che, dopo Hugo Strange, spicca maggiormente è proprio Joker.
Il personaggio riapparve successivamente nell'opera di Frank Miller Il ritorno del Cavaliere Oscuro (1986). Nel fumetto, Joker viene rappresentato come un folle ex-criminale, ormai senza più alcuno stimolo, che ritorna in grande stile appena apprende della rinascita di Batman, compiendo una strage: uccide gli spettatori accorsi allo studio televisivo dal quale viene trasmessa una trasmissione alla quale partecipa lo stesso Joker. Inizia così un lungo inseguimento con Batman, che porterà al suicidio del criminale.
Dopo un periodo di crisi riguardo alla figura del personaggio, la situazione cambiò con l'arrivo dell'opera di Alan Moore, Batman: The Killing Joke, considerata una delle migliori storie di Batman: l'arco narrativo è costellato di flashback che narrano la sua vita prima di diventare ciò che è ora. Alla fine dell'opera, Batman chiede a Joker di riabilitarsi, ma il criminale rifiuta. Quest'opera ha ispirato le origini del personaggio nel film di Tim Burton, Batman e la personalità del Joker di Heath Ledger, apparso ne Il cavaliere oscuro.

### L'impronta realistica
Mentre nei cinema usciva Il cavaliere oscuro (2008) di Christopher Nolan, nel quale Heath Ledger rinnovava l'interpretazione del criminale con un'impronta più realistica, Brian Azzarello e Lee Bermejo realizzavano The Joker, nel quale Bermejo spiegava come anche avesse dato un'impronta realistica al "suo" Joker al pari di Nolan, iniziando a lavorarci anche prima dell'uscita del film, ma che comunque da ora in avanti, caratteri come le sue cicatrici sul volto saranno «iconiche» per il personaggio. In questa storia il personaggio, Jack, è un criminale depresso che vede in Batman una fonte di divertimento; sarà lui stesso a provocargli cicatrici alle labbra attraverso un Batarang, e sempre per colpa sua finirà in una vasca di farmaci antidepressivi, che lo trasformeranno anche fisicamente. In seguito, una volta divenuto Joker, si può considerare nel fumetto il più importante criminale della città: durante la storia avrà modo di incontrare Pinguino e Due Facce, i quali dovranno piegarsi alla sua volontà. Inoltre Killer Croc qui è mostrato al servizio del Joker.

### Nuovo Universo DC
Nel Nuovo Universo DC, Joker appare in Detective Comics n. 1. Egli viene portato ad Arkham Asylum da Batman in seguito a un omicidio, ma il pagliaccio ne evade lasciando in cella la pelle del suo viso, dopo essere stato operato da Dollmaker. Successivamente, dopo un anno d'assenza, Joker torna in città e uccide a mani nude alcuni poliziotti al commissariato di Gotham e recupera il suo volto scarnificato tenuto sotto custodia proprio al commissariato. Da questa vicenda in poi verrà narrato l'arco narrativo Morte della famiglia (che prende spunto dalla storia in cui è morto Jason Todd, Batman: Una morte in famiglia) che comprenderà, come dice il titolo della storia, tutti i membri della bat-family.
In questa storia, Joker appare convinto del fatto che Batman si stia rammollendo a causa dell'influenza dei suoi alleati e pianifica la distruzione sistematica di tutti i membri della bat-famiglia, riproponendo i suoi vecchi crimini in una nuova veste e inscenando una macabra rappresentazione all'Arkham Asylum in onore del suo "re", ovvero Batman stesso.
Nel 2014 Joker torna protagonista dell'arco narrativo Gioco finale.
Nel 2018, in risposta ad alcune teorie dei fan riguardo a quanto scoperto sul Joker grazie alla sedia di Mobius, Geoff Johns scrive una storia intitolata The Three Jokers, sulla cui copertina si possono intravedere Joker di Una morte in famiglia, Joker di Batman: The Killing Joke e un nuovo Joker.

## Biografia del personaggio

### Origini
Molte versioni del passato del Joker concordano sul fatto che questo sia stato violento o/e triste, ma come Joker rivela in Batman: The Killing Joke, egli è un consapevole narratore inaffidabile, sostenendo che "se proprio devo avere un passato preferisco avere multipla scelta".
Nel fumetto del 1950, L'uomo sotto il Cappuccio Rosso, viene data la prima versione delle sue origini. Inizialmente un sottopagato scienziato dell'Ace Chemicals, l'uomo decide di attuare una serie di furti per accumulare un milione di dollari e ritirarsi: nasce così l'inafferrabile ladro Cappuccio Rosso, l'unico criminale mai catturato da Batman. Concludendo la sua serie di furti alla fabbrica di carte da gioco Monarch, Cappuccio Rosso scappa nell'Ace Chemicals, ma viene circondato da Batman e i poliziotti, ritrovandosi costretto a fuggire tramite il tubo di scarico dei vasconi di prodotti chimici (non temendo di affogare a causa di una maschera d'ossigeno all'interno del cappuccio). Tornato a casa, Cappuccio Rosso scopre che i prodotti chimici avevano alterato il suo aspetto: ciò lo spinse a creare così una seconda identità criminale, Joker.
In Batman: The Killing Joke, Cappuccio Rosso non era un sol uomo, ma molte persone con lo stesso travestimento, assunti da due ladri per distogliere l'attenzione dei poliziotti dal vero colpo. L'ultimo a indossare il Cappuccio Rosso è Jack Napier, un povero cabarettista, nonché ex assistente chimico dell'Ace Chemicals. Pur di poter mantenere la moglie incinta e dimostrare a lei, e a sé stesso, di non essere un fallito, il comico decise di associarsi coi due malviventi. I due progettano di rapinare una fabbrica di carte da gioco adiacente all'impianto chimico dove il comico lavorava, da dove dovranno passare. Poco prima del colpo, la polizia informa l'uomo che sua moglie è morta per un cortocircuito causato da uno scalda-biberon elettrico, lasciandolo sconvolto. L'uomo, in preda ad un esaurimento nervoso, volle rinunciare al piano, ma i due complici lo obbligano a prendere parte comunque alla rapina, dato che è ormai tardi per tornare indietro. Ma il piano viene sventato dall'intervento della sorveglianza (aumentata dopo che il comico lasciò l'Ace Chemicals), che spara ai due malviventi, e da Batman, che spaventa il Cappuccio Rosso che si butta nel vascone di chimici (nei film Batman: The Killing Joke e Batman: Under the Red Hood, invece, Cappuccio Rosso inciampa nel mantello e cade oltre la ringhiera). Il personaggio riesce a fuggire e a mettersi in salvo, ma i liquidi hanno reso il suo volto deformato, i capelli verdi, la pelle bianca e la bocca distorta; la vista del suo nuovo aspetto e la morte della moglie incinta causa il cedimento definitivo della sua psiche già debilitata, trasformandolo così definitivamente nel folle criminale Joker. Nella stessa storia, Joker rivela però che i suoi ricordi da prima che diventasse Joker sono inattendibili e che adora inventare una storia diversa per rendere la sua storia più misteriosa, ma conferma che il giorno in cui cadde nel vascone (unico particolare attendibile) è stata una "brutta giornata": una giornata che può cambiare per sempre un uomo a causa di un incidente.
Il film Batman del 1989, ricicla quest'ultima versione delle sue origini, ma solo in parte: un tempo un teppista di strada di nome Jack Napier, era un delinquente di strada con turbe mentali e una spiccata predisposizione per l'arte e la chimica. Prima di unirsi al clan del mafioso Carl Grissom, egli si dilettava con il collega Joe Chill nel compiere rapine ai danni di ignari passanti, e tra questi vi furono i coniugi Wayne: nel corso della rapina, Thomas Wayne reagì scagliandosi contro Joe, che stava strappando la collana alla moglie Martha, al che Jack reagì sparando a sangue freddo alla coppia. Sul punto di uccidere anche il piccolo Bruce, Jack fu messo in fuga assieme a Joe dal suono delle sirene della polizia, non prima di aver salutato beffardamente il bambino. Nel clan, Jack diventa il migliore degli uomini di Grissom, finché questi non scopre della relazione tra Jack e la sua donna, tendendogli una trappola all'Axis Chemicals, dove, tra un contrattempo e l'altro (dovuto dall'arrivo della polizia, avvisata dal boss, e di Batman), Jack subirà l'incidente che lo trasformò nel Joker, precipitando in un vascone di acido durante un tentativo di sparare Batman, che defletté il proiettile contro la sua guancia. Dopo un intervento di chirurgia plastica, Jack, ora divenuto ufficialmente Joker, si vendica di Grissom e prende il controllo del suo impero criminale.
Il DC Animated Universe sfrutta la versione del film per la sua trasformazione, ma varia il suo passato. In Amore Folle, Joker racconta ad Harley di come era solito venire picchiato, spesso senza motivo, da un padre ubriaco e violento, che vide una volta felice quando videro al circo un clown pasticcione e imbranato. Tuttavia, quando tentò di emulare il clown, il giorno dopo, il padre lo picchiò ("Il lato negativo della commedia: si è sempre presi di mira da chi non capisce la battuta."). Nella stessa storia, Batman rivela che esiste anche la versione materna di questa storia (nell'episodio TV di questa storia dice però che fu abbandonato da essa), un'altra in cui Joker sarebbe fuggito dall'orfanotrofio in tenera età e la stessa storia narrata ad Harley con una pista da pattinaggio al posto del circo. In Batman - La maschera del Fantasma, si scopre che Joker (il cui alias più noto era "Jack Napier") era un sadico sicario al servizio del clan di Salvatore Valestra, il suo miglior uomo, prima di mettersi in proprio. Tentando un colpo all'ACE Chemicals, ebbe il suo primo incontro con Batman. Stando a Jack Ryder, Batman gli avrebbe tirato un pugno che lo fece cadere nel vascone d'acido, ma Joker insiste nel dire che Batman lo gettò di proposito.
Nel film Il cavaliere oscuro, Joker mantiene fede al suo "non avere un passato definito", raccontando due versioni di come ha ottenuto le cicatrici che formano il suo sorriso. La prima si rifà alla versione di Amore Folle, con il padre violento che torna una sera ubriaco, uccide la moglie in un impeto di ira e, vedendo suo figlio spaventato, prende un coltello, glielo ficca in bocca e gli deturpa il volto; tale versione pare essere la più vicina alla realtà, in quanto più tardi affermerà ad una sua vittima che gli ricorda suo padre e di aver odiato quest'ultimo. La seconda versione, simile a The Killing Joke per la figura della moglie, racconta di come, non avendo i soldi per un intervento di plastica facciale, dopo che alla moglie fu sfregiata la faccia da alcuni strozzini, Joker tentò di farla sorridere sfregiandosi la bocca con un rasoio, inducendo la moglie, terrorizzata, a lasciarlo. Questo Joker non è sfigurato dall'acido e il suo volto e capelli sono truccati e tinti.
Nell'Arkhamverse, Hugo Strange interroga Joker sul suo passato nelle registrazioni di Batman: Arkham City. Egli racconta simili eventi a The Killing Joke: con sua moglie incinta e malata, dei teppisti di Falcone si avvicinarono a lui per fargli una proposta. Joker rifiutò, finché la moglie non morì nel letto d'ospedale e allora i criminali usarono la forza per convincere l'uomo ad accettare il lavoro: nei panni del famigerato Cappuccio Rosso, si sarebbero introdotti nella Ace Chemicals (dove lavorava) e per poi derubarla. A causa della scarsa visibilità, Joker azionò per sbaglio l'allarme e, rimasto solo, incappò in Batman e si tuffò nel vascone di acido. Lo stesso Hugo, però, rivela che sa che sta mentendo, in quanto stando alle precedenti versioni fornite, Joker ha sempre cambiato storia, tenendo però come unico particolare comune la presenza di Batman. In Batman: Arkham Origins, i ricordi di Joker mostrano lui mentre si esibisce come un terribile cabarettista, poi che viene forzato da dei criminali a vagare nella Ace Chemicals nei panni di Cappuccio Rosso, per poi incappare in un mostruoso pipistrello che lo afferra e lo getta nell'acido. Da quel giorno, Joker detesta ossessivamente Batman, finché non scopre la sua interessante filosofia pacifista, diventando il suo miglior nemico.
Nei numeri 50 e 54 della testata Gotham Knights, tuttavia, le origini narrate in The Killing Joke, in linea con il messaggio comunicato nella storia sulla poco attendibile veridicità dei ricordi del Joker, vengono parzialmente modificate: in questa serie si narra che il futuro Joker - il cui nome, tra l'altro, viene confermato essere "Jack" - , aveva cercato di tirarsi indietro dal colpo organizzato con i due malviventi perché sua moglie non avrebbe voluto che lui si immischiasse in faccende illegali per migliorare la loro condizione economica. Come rappresaglia, i due criminali fanno quindi rapire la donna da un poliziotto corrotto obbligando quindi Jack a partecipare al colpo, pena l'uccisione della moglie e del loro nascituro. Il colpo si conclude con la caduta di Jack nel vascone di chimici dopo essere stato colpito da Batman, e la sua trasformazione in Joker. Tornato a casa, Joker scopre con orrore che la moglie è morta in seguito all'esplosione del palazzo, impazzendo completamente. Anni dopo si scopre che l'Enigmista aveva scoperto la verità sulla morte della donna, e mette al corrente Joker dell'identità dell'assassino di sua moglie. Joker decide quindi di rintracciare l'uomo per ucciderlo.
In Batman (Vol.2) - una delle testate appartenenti ai Nuovi 52 Joker racconta di essere stato cresciuto dalla violenta e abusiva zia Eunice, che lo picchiava ripetutamente e gli strofinava candeggina sul volto fino a farglielo sbiancare. Oltre a ciò, il giovane Joker era spesso vittima di bullismo da parte dei coetanei e, come unico "amico" aveva una scimmia di pezza. Sull'albo Justice League n.50 Batman, grazie alla "sedia di Mobius", scopre una nuova verità sul Joker. I Joker sono tre, ovvero il classico Joker delle origini, Joker che storpiò Barbara Gordon in Batman: The Killing Joke e quello visto nell'arco narrativo Gioco finale.
In Harley Quinn, in un episodio basato su Amore Folle, durante la loro prima seduta psichiatrica, Joker racconta ad Harley di come venisse da una famiglia ricca e di come suoi, per loro stessa ammissione, non gli volevano bene. Un giorno in cui la madre era assente, il ragazzino scoprì il padre impegnato in un rapporto sessuale con la domestica. Sgridato rabbiosamente dal padre, il bambino si rifugiò in camera abbracciando il suo furetto (l'unico vero amico che avesse), il quale fu ucciso nella notte dal padre, in preda alla follia. In seguito l'uomo pestò a sangue il figlio, ridendo follemente. Come in Amore Folle, Joker conclude la sua storia con la stessa frase: "Non capisco perché mio padre ridesse. Questo è il lato negativo della commedia: non tutti capiscono la battuta." Nello stesso episodio, però, Ivy rivela che quella storia l'ha rubata a lei: ha solo cambiato una pianta con un furetto.
Nel film Joker, seguiamo le disavventure di un uomo di nome Arthur Fleck, un clown per feste ed aspirante cabarettista affetto da disturbi psichici che gli causano visioni e soprattutto risate incontrollabili nei momenti di stress e di forte tensione. Vive con la madre mentalmente disturbata Penny in una Gotham City nel 1981 e idolatra il conduttore del talk show Murray Franklin. Dopo aver perso il lavoro per aver lasciato accidentalmente cadere una pistola dalla sua borsa in un ospedale per bambini, Arthur uccide tre impiegati della Wayne Enterprises su un treno dopo essere stato da loro aggredito e pestato, dando inizio a un'ondata di proteste e manifestazioni contro la classe dirigente in tutta la città. Perde lentamente la sua sanità mentale, prima convincendosi erroneamente di essere il figlio illegittimo di Thomas Wayne, poi uccidendo sua madre e il collega che in precedenza gli aveva dato la pistola (apparentemente come gesto di amicizia, ma in realtà con la reale intenzione di screditarlo agli occhi dei datori di lavoro). Dopo essere stato chiamato a comparire nello show di Franklin dopo essere stato deriso dallo stesso, Arthur si scatena in un delirante dialogo sull'abbandono della società nei confronti dei reietti come lui e uccide Franklin in diretta televisiva. Arrestato, viene subito salvato dai manifestanti (mascheratisi da clown in suo onore) e viene da loro celebrato come un eroe, prima di essere rinchiuso in un manicomio criminale. Le sue azioni ispirano un manifestante ad uccidere i genitori di Bruce Wayne, rendendolo indirettamente responsabile dell'esistenza di Batman. In Joker: Folie à Deux, viene rivelato che Fleck è il primo Joker, ma non è il Joker nemico di Batman, che è invece un ragazzo psicopatico più giovane il quale accoltella Fleck, diventandone il successore.
Nell'universo creato dal Flashpoint, è Bruce Wayne a perdere la vita quella notte a Crime Alley. Mentre suo padre deciderà di diventare un feroce e violento Batman, sua madre Martha decide di ridere per non piangere, diventando Joker di questo universo, creandosi, con due tagli alla bocca, un sorriso perenne.

### Carriera criminale
Joker divenne la nemesi di Batman, cominciando a derubare e uccidere persone dopo aver avvertito tutta Gotham via radio. Nonostante gli interventi della polizia e del Dinamico Duo, Joker mantiene le sue promesse, spesso distraendo la polizia dal vero crimine o facendo assumere alle vittime un veleno ad effetto ritardato o uccidendole travestito da poliziotto. Batman finalmente riesce ad anticiparlo e, dopo averlo legato sul ciglio di un palazzo, lo riporta in prigione. Tramite però dell'esplosivo nei suoi denti finti, Joker fugge e riprende a minacciare e derubare i ricconi di Gotham. Batman e Robin lo riaffrontano e, nel tentativo di pugnalare Batman, Joker inciampa e si auto-colpisce, ridendo divertito "Ridi pagliaccio", tuttavia, il medico legale scopre che Joker continua a respirare ancora. Con questo stratagemma, Joker scappa dalla polizia e riprende a minacciare Gotham, ma viene sempre fermato da Batman che, dal loro secondo scontro, ha capito che deve aspettarsi di tutto da questo bizzarro nemico e spesso senza neanche una ragione. Dopo aver confermato la sua pazzia, Joker viene internato ad ogni suo arresto presso l'Arkham Asylum, dove pare avere una via di fuga dalla sua cella.
Nel corso della loro guerra personale, Batman ha subito gravi perdite per mano sua ad iniziare da Batgirl, quando Joker sparò a Barbara Gordon (inconsapevole della sua identità: aveva sparato a lei perché voleva far impazzire suo padre), rendendola paraplegica; successivamente uccide Jason Todd, il secondo Robin, la cui morte segnerà per sempre la vita di Batman; in Terra di nessuno, a seguito del terremoto che devasta la città di Gotham, uccide Sarah Essen Gordon, seconda moglie del commissario, mentre questa difendeva dei neonati.

### I Nuovi 52
Durante l'arco narrativo The New 52, Joker si fa operare dal Fabbricante di Bambole facendosi tagliare di netto il viso. Successivamente a quanto accaduto ne "La notte dei gufi", egli tornerà a riprendersi la pelle del viso (presa sotto custodia dal Commissariato di Gotham), indossandosela come una maschera con l'ausilio di una cinghia e delle forcine, e complotterà contro gli alleati di Batman, il quale riteneva che fossero un peso per l'uomo pipistrello. Dopo un letale scontro con Batman nella Batcaverna, Joker perderà la propria faccia di nuovo e cadrà in una cascata, ma sopravviverà grazie ad un Pozzo di Lazzaro; resuscitato e con un nuovo volto, diventerà più pazzo che mai e farà credere a Batman di essere un'entità millenaria che esisteva sin dai tempi della comparsa dell'uomo, grazie ad una sostanza guaritrice simile al Lazzaro chiamato "Dionesio". Infine, dopo un altro stancante scontro in una caverna in distruzione, i due arcinemici moriranno combattendo sotto le macerie della grotta. Comunque, entrambi torneranno improvvisamente in vita: i loro corpi, infatti, sono stati rianimati da una sorgente di "Dionesio". I due, nonostante avessero perso momentaneamente la memoria, sono quindi tornati l'uno la nemesi dell'altro.

### Rinascita
In Rinascita si scopre che la causa della rottura del continuum spazio-temporale che ha rimodellato l'Universo DC non è stato il Flashpoint, ma il Dottor Manhattan. Durante la "Darkseid War" (in Justice League vol. 2 n. 50) si scoprirà che esistono altri 2 Joker oltre all'originale. Nella testata Batman: Rinascita (n. 25-33), Joker è coinvolto in una sanguinaria guerra criminale con l'Enigmista.

### Interpretazioni della follia del personaggio
Caratteristica del personaggio è la sua follia che ha avuto nel tempo diverse interpretazioni dagli autori. Chuck Dixon spiega la longevità del personaggio con la sua capacità di adattarsi e trasformarsi negli anni, sempre restando «aperto a qualsiasi tipo di interpretazione». Dixon evidenzia inoltre che in una storia nella quale è coinvolto Joker, il suo «humor deve funzionare», le «battute devono avere un loro fascino», e la sua pazzia debba riportare un «qualcosa di metodico»: per l'iconicità del personaggio e le aspettative che genera nel lettore infatti, scrivere una bella storia equivarrà a essere idolatrati dai fan, mentre firmarne una «stupida» provocherà «l'ira dei fan ed il disprezzo dei tuoi stessi colleghi». Nel graphic novel Arkham Asylum: Una folle dimora in un folle mondo, l'autore - Grant Morrison - suggerisce che non si tratti di follia, ma di un caso di "super-normalità", una sorta di percezione sensoriale estrema. Inoltre non sembra qui essere dotato di una vera e propria personalità: in base al momento e alla convenienza può scegliere di essere un amabile comico o uno spietato assassino e gli autori presentano un personaggio la cui follia viene anche accompagnata da latenti comportamenti omosessuali, successivamente accantonati quando lo ripropose nel corso della sua versione della Justice League.
Lo scrittore Brad Meltzer ha sottolineato come spesso il personaggio venga rappresentato con una follia divertente, ma la pazzia equivale a rabbia e oscurità, caratteristiche che generano quindi un legame indissolubile tra Joker e Batman.
Alan Moore nel 1988 nel graphic novel Batman: The Killing Joke dà un'interpretazione della follia del Joker come evoluzione e di come sia semplicemente una chiave di lettura della vita in modo più libero ed elementare, tanto da spingere lo stesso lettore a chiedersi se questo dimostri che in fondo in fondo tutti noi siamo pazzi.

### Morte
Diverse volte, Joker si è trovato in punto di morte, a cominciare dalla sua genesi, ma durante le lotte con il Cavaliere Oscuro, in diversi media, Joker perde definitivamente la vita. Qua a seguito sono elencate le diverse cause di decesso dei diversi media.
- Batman: Joker, mentre combatte con Batman sulla cima della cattedrale di Gotham, scappa via aggrappandosi alla scaletta del suo elicottero, ma Batman, dopo avergli rivelato che Joker lo ha creato quando uccise i coniugi Wayne, usa il suo Bat-Rampino per prenderlo alla caviglia e poi lega la pistola al gargoyle della cattedrale. Il gargoyle cede e cade giù, portandosi dietro Joker, che muore con un sorriso e una risata registrata in loop.
- DC Animated Universe: in diverse occasioni, in alcuni episodi di Batman, Batman - Cavaliere della notte e Superman, Joker pare morire in diversi incidenti, mentre fugge sconfitto da Batman: nell'episodio "I pesci che ridono" pare essere divorato da un suo squalo, mentre fugge via mare; nell'episodio "Un grande amore" pare morire in una ciminiera accesa, durante uno scontro con Batman; nella parte finale del film Batman - La maschera del Fantasma, il Fantasma pare uccidere Joker durante la grande esplosione del suo covo (il fumetto che fa da seguito, rivela che però Fantasma se l'è lasciato scappare) e, nell'episodio crossover "I migliori del mondo", Joker pare morire durante un'esplosione del suo jet. In tutti questi casi, non solo il suo corpo non è ritrovato, ma risulta essere scampato fortunatamente alla morte, riapparendo negli episodi seguenti. Joker, però, muore per davvero nel film Batman of the Future - Il ritorno del Joker: Joker e Harley rapiscono Tim Drake e, dopo averlo torturato per sapere la vera identità di Batman, Joker lo sottopone ad una versione leggera del gas esilarante, trasformandolo in una piccola sua versione, Joker Jr. Mentre Batgirl combatte contro Harley, che pare morire per caduta, Joker si prende gioco di Batman, riuscendo finalmente a metterlo in ginocchio, ma dando a Joker Jr. la possibilità di farlo secco, passandogli una pistola. Nella versione integrale, Tim rinsavisce all'ultimo, indirizzando il colpo verso Joker, che esala tristemente "ma non è divertente" prima di morire. Nella versione censurata, Tim rinsavisce del tutto e combatte a mani nude Joker, facendolo cadere contro un macchinario liquido che lo bagna e lo avvolge in fili elettrici, quando poi Joker si rimette in piedi, scivola e si aggrappa all'interruttore elettrico, attivandolo e morendo fulminato. Prima di morire, però, Joker era riuscito a mettere un chip sul collo di Tim contenente il suo DNA, in modo che il ragazzo si trasformasse in Joker quando necessario. Il giovane nuovo Batman, successore di Bruce Wayne, affronta il posseduto Tim Drake trasformato in un resuscitato Joker, e lo batte fulminando con un suo pulsantino con scossa il chip, uccidendo definitivamente Joker. Queste morti sono le prime in cui Joker non sorride.
- Batman contro Dracula: Joker, fuggito da Arkham, scappa a Batman e, ritrovatosi appeso sul ciglio di una diga, chiede prima a Batman di aiutarlo a salire, porgendogli la mano. Batman, che voleva aiutarlo, si accorge che ha un pulsantino con scossa ad alto voltaggio e non lo aiuta. Joker, ridendo, si lascia cadere, ma si accorge troppo tardi che sta per cadere in acqua, rimanendo fulminato non appena il pulsantino si bagna. Joker diverrà però uno zombie al comando di Dracula, ma Batman lo curerà dal suo influsso riportandolo tra i vivi. Anche in questa versione, Joker non sorride alla sua morte.
- Batman: The Brave and the Bold: nell'episodio "I cavalieri del domani", Alfred scrive un romanzo in cui Batman, combattendo contro Joker, cade dal ponte di Gotham e scompare. Dopo aver sposato Selina, Batman passa il mantello a Dick Grayson e ha un figlio di nome Damian. Mentre i Wayne visitano il museo di Batman, il presunto figlio di Joker, Junior, irrompe e uccide Bruce e Selina. Dick si prende cura di Damian e gli passa il mantello di Robin. I due scopriranno che Joker è ancora in circolazione ma è molto malato a causa degli effetti collaterali dei chimici che lo hanno trasformato, quindi ha deciso di andarsene portandosi dietro Batman e la sua prole con l'aiuto del suo allievo Junior, avvelenando Gotham con uno spray esilarante nella statua di Batman, ma Damian fa esplodere la statua e lo spray finisce proprio davanti a Joker, che muore esalando una risata forzata. Notare come Joker dica che è incredibile sia sopravvissuto a esplosioni, ciminiere e squali, chiaro riferimento alle sue presunte morti nell'universo animato di DC.
- Batman: Arkham: nel primo titolo della serie videoludica, Asylum, Joker si inietta del Titan, una variante del Venom di Bane, per diventare un mostro, ma ciò, come si vedrà nel sequel City, si rivelerà fatale per lui e ordina a Batman di trovare la cura, anche perché inietta parte del suo sangue avvelenato in lui. Batman trova la cura e la beve, ma è combattuto se darla o meno a Joker, sapendo che ricomincerà il circolo vizioso di sempre. Joker lo pugnala alla spalla e Batman fa cadere la cura, condannando Joker che ride all'idea che Batman lo avrebbe comunque salvato. Similmente a Ritorno del Joker, il sangue è stato trasfuso anche ad alcuni sventurati pazienti dell'ospedale di Gotham e in Arkham Knight, quarto titolo della serie, per quanto bloccato il veleno, i soggetti sono affetti da una doppia personalità che li fa comportare come Joker, ma finiscono per essere uccisi da uno di loro, che si uccide a sua volta dopo aver capito che Batman sarebbe stato il vessillo perfetto per Joker. Batman, infatti, è uno di questi infetti, ma riesce a tenere abbastanza a freno il suo Joker interiore, fino alla fine del gioco, dove, approfittando del fatto che Joker interiore è in preda alle sue paure, Batman lo scaraventa nell'oblio. Un altro dettaglio della serie, nel midquel Batman: Assault on Arkham, Deadshot intrappola Joker dentro un elicottero a cui distrugge le pale, facendo cadere Joker verso la sua morte, sebbene, come è chiaro dagli altri capitoli, Joker vi sopravvive.
- Il ritorno del Cavaliere Oscuro: dopo che Joker ritorna in sé, questi attira Batman nel tunnel dell'amore (alquanto poetico) di un Luna Park dove ha seminato morte e massacro ad ogni suo passo. Batman, già chiaramente stanco di tutto ciò, come dimostra il Batarang nell'occhio del criminale, insegue Joker per la loro ultima battaglia. Ormai sfiniti e al tappeto, Batman riesce a paralizzare Joker davanti a due sopravvissuti alla sparatoria del clown, che pensano sia stato ucciso dal Cavaliere Oscuro. Sentendo la polizia arrivare, con le sue ultime forze, Joker si spezza il collo da solo, ridendo mentre dice a Batman: "Ti uccideranno per questo, e non sapranno mai che hai avuto il coraggio di farlo per davvero. Ci vediamo all'inferno". Batman scappa, non prima di aver bruciato il cadavere del suo nemico.
- Injustice: Gods Among Us: Joker, sfruttando le tossine di Spaventapasseri, fa credere a Superman di aver ucciso Doomsday, una sua nemesi, mandandolo fuori dall'atmosfera terrestre, quando in realtà ha appena ucciso Lois Lane e il suo bambino che teneva in grembo. Per aggiungere il danno alla beffa, siccome Superman ha condotto lo scontro sullo spazio, Joker fa esplodere tutta Metropolis con un'arma atomica. Nonostante i tentativi della Justice League, Superman irrompe nella cella di Joker, dove Batman lo stava interrogando, e, accecato dalla rabbia, gli trapassa il petto con un pugno, mentre Joker ride al fatto che, nonostante sia morto, ha appena creato un super-mostro.
- Titans: nel finale della prima stagione, la scena si sposta in un sogno di Dick Grayson ambientato dieci anni dopo gli eventi principali, dove il giovane detective scopre che Batman ha ucciso prima Joker e dopo tutti i detenuti e infermieri del Manicomio di Arkham.
- Joker: Folie à Deux: nel finale della storia cinematografica, Arthur Fleck (alias il Joker) dopo essere stato respinto e deluso da Harleen "Lee" Quinzel (alias Harley Quinn), viene arrestato dalla polizia che lo riporta al Manicomio di Arkham, e in seguito, un altro detenuto gli si avvicina e, dopo avergli raccontato una squallida barzelletta, lo pugnala più volte a sangue freddo. Infine Arthur sembra di morire tragicamente, il suo aggressore realizza un glasgow smile sul suo volto mentre ride istericamente.

## Caratterizzazione

La carta del Jolly è il simbolo del Joker

Rinomato come il più grande nemico di Batman, Joker è conosciuto con una serie di soprannomi, tra cui il Principe Clown del Crimine, l'Arlecchino dell'Odio, l'Asso dei Furfanti e il Giullare del Genocidio. Durante l'evoluzione dell'Universo DC, le interpretazioni e le versioni del Joker hanno assunto due forme principali nei fumetti. La versione originale e dominante è quella di uno psicopatico con un'intelligenza geniale e un umorismo nero inquietante e sadico. L'altra versione, popolare nei fumetti dalla fine degli anni 40 agli anni 60, è un ladro spiritoso, eccentrico e relativamente innocuo. Indistintamente, ha mantenuto una certa predilezione per il supplizio delle sue vittime. Come altri personaggi longevi, il carattere e le interpretazioni culturali del Joker sono cambiati nel tempo; tuttavia, a differenza di altri personaggi che potrebbero aver bisogno di riconciliare o ignorare le versioni precedenti per avere un senso, più di qualsiasi altro personaggio dei fumetti, Joker prospera sulle sue identità mutevoli e inconciliabili. Joker è noto per avere una faccia bianca come il gesso, palpebre cerchiate di nero, capelli verdi e labbra rosse contorte in un sorriso diabolico. È tipicamente visto in un abito viola con una giacca a coda lunga, cravatta Lavallière, guanti, pantaloni a righe e ghette su scarpe a punta (a volte con un cappello a tesa larga). Il suo biglietto da visita è solitamente una carta jolly.
Joker mostra un gusto particolare per gli scherzi crudeli. La sua prima bravata è stata l'avvelenamento delle riserve idriche di Gotham. Le armi chimiche non hanno segreti per lui e trasporta costantemente diversi tipi di acidi oltre al suo veleno. Fin dall'età del bronzo dei fumetti, Joker è stato interpretato come un archetipo del trickster, che mostra talenti per l'intelligenza astuta, l'ingegneria sociale, gli scherzi, la teatralità e l'umorismo idiomatico. Come imbroglione, Joker alterna tra violenza maligna e capriccio intelligente. L'obiettivo del Joker è far impazzire i suoi nemici in modo che il mondo intero assomigli a lui. Le azioni del Joker non sono motivate dal denaro o dal potere ma dal solo desiderio di creare caos. Fa del male per amore del male, e quindi è amorale e non guidato da considerazioni etiche, ma da una natura sfacciata e insaziabile. Il Joker impiega atti immorali per destabilizzare lo status quo e rivelare ipocrisie culturali, politiche ed etiche che la società tenta di ignorare. Tuttavia, il Joker differisce in quanto le sue azioni in genere avvantaggiano solo lui stesso per egoismo, secondo il suo umore e i suoi desideri, a volte semplicemente per riempire la sua noia. Ama sfidare sé stesso in modo raccapricciante e non ha paura di soffrire o morire.
La sua ossessione per Batman è un'indicazione dello stretto legame tra i due, e la coppia rappresenta uno yin-yang di forza oscura e luce opposta; Joker è un individuo estroverso con tratti umoristici che indossa abiti colorati e abbraccia il male e il caos, mentre Batman è un individuo introverso e monocromatico che vive nell'oscurità e rappresenta il bene e l'ordine. Nessun crimine, inclusi omicidio, furto e terrorismo, è al di là del Joker, e le sue imprese sono rappresentazioni teatrali che sono divertenti solo per lui. Lo spettacolo è più importante del successo per Joker, e se non è spettacolare è noioso. Sebbene il clown dichiari indifferenza verso tutto, brama segretamente l'attenzione e la convalida di Batman. Il personaggio è stato descritto come aver ucciso oltre 2 000 persone in Joker: L'avvocato del diavolo (1996). Nonostante questo conteggio dei cadaveri, viene sempre ritenuto non colpevole per infermità mentale e mandato all'Arkham Asylum, evitando la pena di morte. Molti degli atti del Joker tentano di costringere Batman a uccidere; per Joker, la vittoria più grande sarebbe far diventare Batman come lui. Per precisare quanto sopra, Joker non ha remore a mettere a rischio la propria vita: non dimostra alcun istinto di conservazione ed è disposto a morire per dimostrare il suo punto secondo cui chiunque può diventare come lui dopo una brutta giornata. A grandi linee, Joker è "la personificazione dell'irrazionale" e rappresenta tutto ciò a cui Batman si oppone.

## Poteri e abilità
Joker viene considerato il killer più pericoloso del mondo e un folle psicotico senza controllo.
È un individuo estremamente intelligente e molto abile nei campi della chimica, della genetica e dell'ingegneria, nonché un esperto di esplosivi. Il suo genio tecnico non è limitato dalla praticità, permettendogli di dirottare le onde televisive di Gotham per lanciare minacce, trasformare gli edifici in trappole mortali, lanciare un attacco di gas sulla città e far piovere frammenti di vetro avvelenati sui suoi cittadini da un dirigibile. Con gli anni e lo sviluppo dell'informatica è diventato anche esperto di computer. Altre sue abilità notevoli includono l'escapologia, l'analisi tattica, la tortura, l'intimidazione e il travestimento: è evaso dall'Arkham Asylum innumerevoli volte ed è riuscito a entrare molto facilmente anche nel Pentagono. Il suo genio chimico fornisce la sua arma più notevole: il veleno di Joker, una tossina liquida o gassosa che manda i suoi bersagli in spasmi di risate incontrollabili; dosi più elevate possono portare a paralisi, coma o morte, lasciando la vittima con un sorriso macabro e doloroso. Joker ha usato il veleno sin dal suo debutto ed è divenuto il suo marchio di fabbrica; solo lui conosce la formula e ha dimostrato di essere abbastanza dotato da produrre la tossina dai normali prodotti chimici domestici. Indipendentemente dal fatto che sia pazzo o finga di essere pazzo, la sua intelligenza è evidente e la sua malvagità ineguagliabile, che lo portano a creare piani particolari come ad esempio, infetta tutto il mondo, compresi supercriminali e supereroi, generando una distruzione di enormi proporzioni oppure quando avvelena Lex Luthor, allora Presidente degli Stati Uniti (il suo piano era quello di controllarlo in modo tale da utilizzare tutte le armi nucleari che Luthor possedeva per distruggere il mondo) e poi crea una pioggia di tossine che trasforma i cittadini di Metropolis in dei pazzi.
Joker non ha abilità sovrumane intrinseche. Tuttavia, subisce una mutazione genetica a seguito dell'esposizione ad alcuni acidi e, a causa del suo passato di tossicodipendenza, Joker ha sviluppato una naturale immunità a tutti i veleni conosciuti, compreso il suo. In un'occasione lo Spaventapasseri utilizzerà il suo gas su di lui, cercando di scoprire di cosa possa mai avere paura; Joker però reagisce colpendolo con una sedia, perché il gas su di lui non ha effetto, e afferma che «non ha paura di nulla». A causa del suo stato mentale, è immune alla paura poiché non comprende il concetto e vede tutto come uno scherzo. Inoltre la sua fisiologia modificata ha portato il suo sangue a essere estremamente velenoso.
L'abilità del Joker nel combattimento corpo a corpo varia a seconda dell'autore della storia: alcuni lo dipingono come un pericolosissimo avversario, con un personalissimo e letale stile di combattimento caotico, imprevedibile e "clownesco" (dimostrando anche di possedere conoscenza delle arti marziali e una certa e particolare predilezione per il combattimento da strada e disorganizzato) e un linguaggio del corpo assolutamente incomprensibile persino per personaggi specializzati nel prevedere le mosse dell'avversario (come la seconda Batgirl, Cassandra Cain), capace di sconfiggere a mani nude pericolosi nemici e perfino reggere un confronto a mani nude contro Batman; tutti gli riconoscono una grande abilità nella fuga. Come capacità fisiche, va detto, vengono maggiormente sottolineate la sua velocità e agilità - impressionanti - rispetto alla forza fisica, la quale varia a seconda delle storie. Ha talento con le armi da fuoco e sa combattere con qualsiasi oggetto apparentemente innocuo, oltre ad essere un esperto nel lancio delle carte e dei coltelli. Anche se formidabile in combattimento, la risorsa principale del Joker è il suo intelletto astuto e manipolatore.
La sua forza di volontà è grande almeno quanto quella del suo nemico: Batman ha affermato che la psicosi estrema del Joker lo porta a non distinguere ciò che è bene da ciò che è sbagliato. Il clown dimostra di essere intrattabile: è impossibile arrivare ad un accordo con lui o negoziare. È impossibile inoltre controllarlo mentalmente e lo stesso Spettro ha trovato complicato leggere nella sua mente, che si rivela essere invasa da follia e caos.
Joker è stato ritenuto morto innumerevoli volte, essendosi trovato in situazioni apparentemente senza via d'uscita, ma nonostante questo è sempre sopravvissuto, grazie anche alla sua resistenza al dolore ai limiti dell'inumano. Nel corso degli anni si è spesso trovato al centro di esplosioni enormi, è caduto da altezze considerevoli, ha subito scariche elettriche mortali ma senza mai riportare danni permanenti.

## Armi e oggetti
Joker commette crimini con una varietà di oggetti di scena tematici armati come un mazzo di carte da gioco con lame di rasoio sui bordi, biglie esplosive, scatole a sorpresa e sigari esplosivi. Il fiore nel bavero della giacca spruzza acido e tiene spesso in mano in cicalino di gioia letale che induce una scossa elettrica, sebbene entrambi gli oggetti siano stati introdotti nel 1952 come comuni accessori da festa. Il suo revolver a canna lunga rilascia spesso una bandiera con la scritta "Bang", e una seconda pressione del grilletto lancia la bandiera per infilzare il bersaglio.
Il "veleno di Joker" è l'arma caratteristica del personaggio. È stato ipotizzato che il veleno stimola le funzioni della risata nel cervello, lasciando la vittima incapace di respirare. È anche possibile che questa tossina contenga del tetano, dato che le vittime mostrano spesso un riso sardonico a causa degli spasmi sui muscoli facciali. Il veleno è impiegato in innumerevoli forme per uccidere, spesso sotto forma di due componenti che si attivano a contatto tra loro. Un'esposizione prolungata alla versione non letale del veleno può causare danni permanenti al cervello, a patto che un antidoto neutralizzi gli effetti.
Nel 1942, Joker costruì la sua versione della Batmobile, ovvero la Jokermobile (quest'ultima con una grande faccia di Joker sul cofano), che è durata per diversi decenni.

## Nemici e alleati
Il più famoso dei suoi scagnozzi è sicuramente la sua spalla Harley Quinn, introdotta nella serie animata, per poi essere integrata nei fumetti. Harley era un tempo la sua psicologa ad Arkham che, saputo del suo tanto triste quanto falso passato, si innamorò di lui e lo seguì in tutte le sue malefatte, in molte delle quali lei è usata come capro espiatorio. Joker non ricambia il suo amore (non apertamente, almeno) e non manca spesso di maltrattarla o picchiarla solo per divertirsi: Harley ha tentato in diverse occasioni di lasciarlo, solo per poi ricascare di nuovo al suo fascino e ritornare da lui.
Lo ritiene molto pericoloso persino Superman, uno degli eroi più potenti del mondo, con il quale si scontrerà più volte oltre che con i Giovani Titani, la Justice League e la Squadra Suicida. Joker spesso si ritroverà ad affrontare Superman attaccando Metropolis solo per divertimento o per noia, spesso causata dall'assenza di Batman a Gotham. Nel fumetto Superman: Imperatore Joker il clown acquisisce il 99% dei poteri di Mister Mxyzptlk dopo averlo battuto a scacchi e riplasma il mondo a sua immagine e somiglianza.
Rendendosi conto dello sbaglio commesso Mister Mxyzptilk propone al Joker una rivincita dando al clown il controllo dei cattivi, mentre lui decide di controllare i buoni.
I personaggi scelti provengono da un universo in cui Batman e Superman diventano despoti.
La fine del gioco vedrà trionfare l'abitante della quinta dimensione, dopo che Darkseid si è rifiutato di stare sotto comando del Joker, e per penitenza il clown ha dovuto restituire i poteri rimasti in lui all'essere magico.
Nell'universo alternativo di Injustice: Gods Among Us è lui la causa di tutti gli eventi della follia di Superman divenuto un tremendo dittatore dopo aver ucciso sua moglie Lois Lane pensando di star combattendo Doomsday per colpa di un inganno del Joker. Sarà proprio Superman a uccidere poi Joker in questo mondo, anche se il suo nome continuerà a vivere tramite una setta che lo riconosce come il messia, setta guidata da Harley Quinn e alleata della Resistenza di Batman.
Joker ha dalla sua parte anche un gruppo di seguaci. Nella serie animata Batman of the Future, tali seguaci sono i Jokers, una banda di teppisti vestiti da clown, maschere di carnevale, di hallowen e mimi divisi in molte cellule il cui obbiettivo è portare caos e disordine con una risata. Un altro gruppo di seguaci appare nel film Joker, che seguono la presunta filosofia del clown che ha avuto il coraggio di combattere per il proletariato, iniziando tutti a indossare maschere da pagliacci.
Anche nell'universo narrativo di Frank Miller Joker, pur trovando la morte in Il ritorno del Cavaliere Oscuro continua a far parlare di sé tramite Dick Grayson che ha preso il suo nome facendo fuori vari membri della Justice League in Batman: Il cavaliere oscuro colpisce ancora prima di essere ucciso definitivamente dallo stesso Bruce Wayne.
Gli altri criminali lo temono per la sua follia e imprevedibilità. Ogni volta che qualche criminale si allea con lui se ne pente tanto da far preparare ad Enigmista un piano nel caso di tradimento del clown in "Morte della Famiglia". Per lo stesso motivo Lex Luthor tende ad escluderlo dall'Injustice League temendo le azioni sconsiderate del pazzo. Nonostante ciò anche Joker ha i suoi alleati come Harley Quinn, Jonny Frost e Gaggy.

## Altre versioni
Nell'arco narrativo Marvel contro DC, Joker è il primo personaggio che appare ed ha una breve interazione con l'Uomo Ragno che è capitato, nemmeno lui sa come, a Gotham City. Al pagliaccio principe del crimine è capitato inoltre di misurarsi con altri personaggi dell'universo Marvel e rispettive nemesi: in una storia con protagonisti Batman e Capitan America, ambientata all'epoca della seconda guerra mondiale, Joker si ritrova a fare affari con la storica nemesi di Cap, ovvero il leader nazista Teschio Rosso. Quando scoprirà la sua vera identità, Joker gli si rivolterà contro perché, secondo le sue stesse parole, Joker è "un pazzo criminale, ma un pazzo criminale americano!". Alla fine di quest'avventura si ipotizza anche di un successore del Joker, un certo "Joker Junior". Appare anche nei crossover Punisher/Batman e Batman e L'Uomo Ragno.
Nell'universo Amalgam Comics, nato dalla collaborazione tra Marvel Comics e DC Comics, Joker viene fuso con Sabretooth per creare "Hyena", nemesi di "Dark Claw", a sua volta frutto dell'unione di Batman e Wolverine. In origine, Hyena si chiamava Creed H. Quinn ed era amico di Logan Wayne. Entrambi vennero scelti per un esperimento del governo canadese per creare un supersoldato votato ad uccidere. Dei due, l'esperimento riuscito fu Hyena in quanto Logan possedeva ancora capacità di giudizio che gli permettevano di distinguere il bene dal male.
Nel film di animazione Justice League: La crisi dei due mondi viene presentato un personaggio di personalità opposta al Joker conosciuto. In un universo alternativo DC, Lex Luthor è un supereroe e capo di un gruppo di eroi simile alla Justice League. Qui Joker si fa chiamare Jester, è anch'egli un supereroe ed è un grande amico di Luthor. Il suo abbigliamento è alquanto differente: si veste come un giullare delle carte ed è in possesso di svariate armi simili a quelle del Joker classico.

### Personaggi ispirati a Joker
Il personaggio ha ispirato gli sceneggiatori della serie televisiva Gotham, nella creazione dei gemelli Jerome e Jeremiah Valeska, interpretati da Cameron Monaghan, che, nell'idea dei produttori, sono le persone da cui Joker ha preso ispirazione. La scelta è stata presa a causa di un veto della DC Comics, per cui in Gotham non poteva comparire un personaggio chiamato "Joker".

## Altri media

### Animazione

#### Serie animate
Il personaggio è apparso nelle seguenti serie animate:
- Speciale Scooby (1972), in due episodi.
- DC Animated Universe, Joker è uno degli antagonisti principali della saga d'animazione:
  - Batman (1992), in cui, ricalcando la versione di Nicholson, era un gangster di nome Jack Napier (il più noto dei suoi alias) che lavorava per il mafioso Sal Valestra, finché, durante un'incursione alla Ace Chemicals, non cadde in uno dei vasconi di liquidi chimici della fabbrica, diventando Joker (anche se, a detta di lui, è stato Batman a buttarlo nel vascone dentro di proposito). Per la prima volta viene affiancato da Harley Quinn (che debutta in assoluto in questa serie), ex-psicologa di Arkham innamorata di lui[84]. Venne disegnato con i capelli neri (con una sfumatura verde), inquietanti occhi triangolari e gialli, labbra rosso scarlatto, denti giallo oro di dimensioni generose, un lungo naso appuntito, la classica pelle bianca e il suo celebre vestito viola.
  - Superman (1996) e Batman - Cavaliere della notte (1997), in cui Joker è molto simile alla precedente versione, ma con un disegno più semplificato. Differiscono i colori dell'abito e la conformazione del volto, poiché Joker non mostra più una definizione delle labbra, in precedenza rosso sangue. I suoi tratti somatici, insieme a quelli di altri personaggi, si fanno più affilati e secchi, e gli occhi sono completamente neri.
  - Batman of the Future (1999): Joker compie due fugaci e brevi apparizioni nella serie: nell'episodio "Corsa nei cieli" compare quello che si pensa essere il suo scheletro, che i suoi seguaci Jokers usano come primo ostacolo del tunnel di iniziazione, situato nei sotterranei di Arkham. L'altra apparizione è nell'episodio "Il potere del suono", su un vecchio poster ricercato nel vecchio tribunale di Gotham.
  - Static Shock (2000), in cui Joker appare in alcuni episodi come guest-star assieme a Batman e Robin e Justice League (2001), in cui si oppone alla JL in diversi episodi, soprattutto come membro della Lega dell'ingiustizia di Lex Luthor. In questa versione presenta labbra nere e pelle più grigiastra; assieme ad Harley Quinn, si muove anche al di fuori di Gotham City, causando crimini e tentando stragi anche in città esistenti anche nella realtà, come Las Vegas. Con questo stesso aspetto appare anche nel film Batman of the future: Il Ritorno del Joker, dove si scoprirà in seguito aver codificato il suo DNA in un microchip impiantato nel cervello di Tim Drake. Nel corso dello scontro tra il nuovo Batman, cioè Terry McGinnis, e Joker, il primo analizza la psiche del secondo e, con tono derisorio, gli spiega che la vera ragione per cui Joker è così ossessionato da Batman/Bruce è che quest'ultimo è un individuo del tutto privo di senso dell'umorismo, cosa che il pagliaccio del crimine non ha mai accettato. Nella serie, compare anche una sua versione alternativa: in un universo parallelo abitato da una versione malvagia della Justice League, Joker e molti altri criminali dopo la cattura subiscono la lobotomizzazione, finendo come innocue e docili persone chiusi nel manicomio di Arkham, incapaci di compiere o pensare cattive azioni.
- The Batman (2004), che rilegge in chiave moderna tutti i protagonisti, richiamando le atmosfere di Batman Begins. Il design del villain in questa serie è completamente rinnovato: Joker è un criminale psicotico dall'aspetto scimmiesco, dotato di una forza erculea, con lunghi capelli verdi. Il suo passato è simile a quello narrato in Batman: The Killing Joke, dato che durante la serie si rivolge al detective Benneth così: «Sono dei giorni andati male che trasformano un uomo in un mostro... nel mio caso un giorno andato male e una vasca di liquido chimico». Questa frase è simile a quella espressa dallo stesso personaggio nel fumetto di Alan Moore, quando spiegava a Batman che la differenza di comportamento tra lui e le persone normali è «un giorno andato storto». Questa versione è doppiata in originale dall'afroamericano Kevin Michael Richardson. In uno degli episodi della serie, Batman è costretto a viaggiare nella mente del pazzo, e finisce col trovarsi davanti un giovane uomo dai capelli castani; costui gli si presenta come «l'ultimo residuo di sanità mentale in questo pazzo posto». Da segnalare la sua presenza in questa versione anche nel film d'animazione Batman contro Dracula, ambientato dopo la serie: in questo film Joker, fuggito dal manicomio di Arkham e poi morto cadendo in acqua con un sovraccaricato pulsante di scossa nella mano, viene morso dal conte Dracula, divenendo un feroce vampiro. La sua prima azione, dopo la trasformazione, sarà di depredare una banca del sangue, all'interno della quale si scontrerà con Batman, che riuscirà, con non poca fatica, a catturarlo e portarlo nella Batcaverna; qui Bruce Wayne esaminando il suo sangue riesce, dopo numerosi tentativi, a creare un antidoto per il vampirismo, riuscendo così a curare il suo nemico, che tornerà ad essere rinchiuso ad Arkham.
- Batman: The Brave and the Bold (2008): Joker, rassomigliante fisicamente a quello originale dei primi fumetti, è l'antagonista principale di questa serie. In un episodio, Batman si allea sia con lui che con il suo alter ego buono di una dimensione parallela (un Joker sano che si fa chiamare Red Hood) per fermare Owlman e la sua Lega dell'Ingiustizia. In un altro, Alfred si inventa una storia dove, dopo che Batman ha sposato Catwoman e apparentemente si è liberato di Joker per sempre, l'allievo di Joker, tale Joker Jr., uccide Bruce e Selina (di cui Joker ha scoperto la verità), ma viene fermato da Dick (che ha preso il ruolo di Batman) e dal figlio di Bruce e Selina, Damian, che riescono a ucciderlo facendolo esporre al suo letale gas esilarante. In un altro, Bat-Mito passa al criminale i suoi poteri per sbaglio, e Joker si autoproclama Imperatore dell'Universo (in riferimento a Superman: Imperatore Joker) dove crea degli sgherri in bianco e nero in stile anni 40 (con tanto di Harley Quinn, che appare solo in questo episodio) e uccide ripetutamente Batman per puro divertimento, finché, entrato nella sua testa, Batman gli mostra la sua più grande paura: essere normale, mostrandogli pure in un riflesso Joker prima dell'incidente.
- Young Justice (2010).
- Batman Unlimited (2015).
- Justice League Action (2016).
- Scooby-Doo and Guess Who? (2019).
- Batwheels (2022).
- Suicide Squad Isekai (2024).

#### Film d'animazione
- Joker appare come antagonista principale nei film d'animazione del DC Animated Universe Batman - La maschera del Fantasma e Batman of the Future - Il ritorno del Joker.
- Il personaggio appare come uno degli antagonisti nel film d'animazione Batman contro Dracula.
- Joker appare come antagonista secondario nel film d'animazione Batman: Assault on Arkham, basato sulla serie di videogiochi Batman: Arkham.
- Il personaggio appare anche nei film d'animazione del DC Animated Movie Universe (Son of Batman, Batman vs. Robin, Batman: Hush, Batman - Il lungo Halloween - Parte 1, Batman - Il lungo Halloween - Parte 2, Justice League - Crisi sulle Terre infinite - Parte 2 e Justice League - Crisi sulle Terre infinite - Parte 3).
- Joker appare anche come antagonista principale negli alcuni film d'animazione Batman: Under the Red Hood, Batman: The Dark Knight Returns, Part 2, LEGO Batman: Il film - I supereroi DC riuniti, Batman Unlimited: L'alleanza dei mostri, Batman: The Killing Joke, Batman: Il ritorno del Crociato Incappucciato, LEGO Batman - Il film, Batman Ninja, Batman: Death in the Family e Un piccolo Batman per un grande Bat-Natale.
- Il personaggio è presente negli altri film d'animazione Justice League: La crisi dei due mondi, Batman: The Dark Knight Returns, Part 1, Batman Unlimited: Fuga da Arkham, Injustice e Batman Azteca: Choque de imperios.
- Joker appare anche nei film d'animazione crossover Scooby-Doo! e Batman - Il caso irrisolto, Batman vs. Teenage Mutant Ninja Turtles e Scooby-Doo e Krypto.

### Cinema

#### Lungometraggi

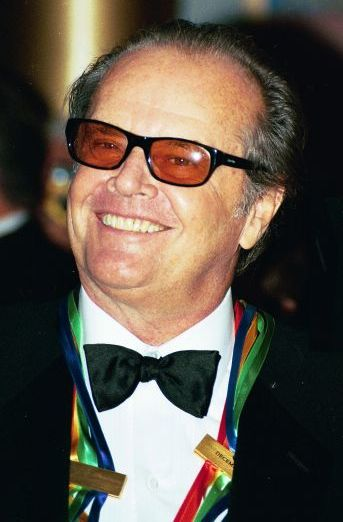
Jack Nicholson, interprete del Joker del film Batman nel 1989

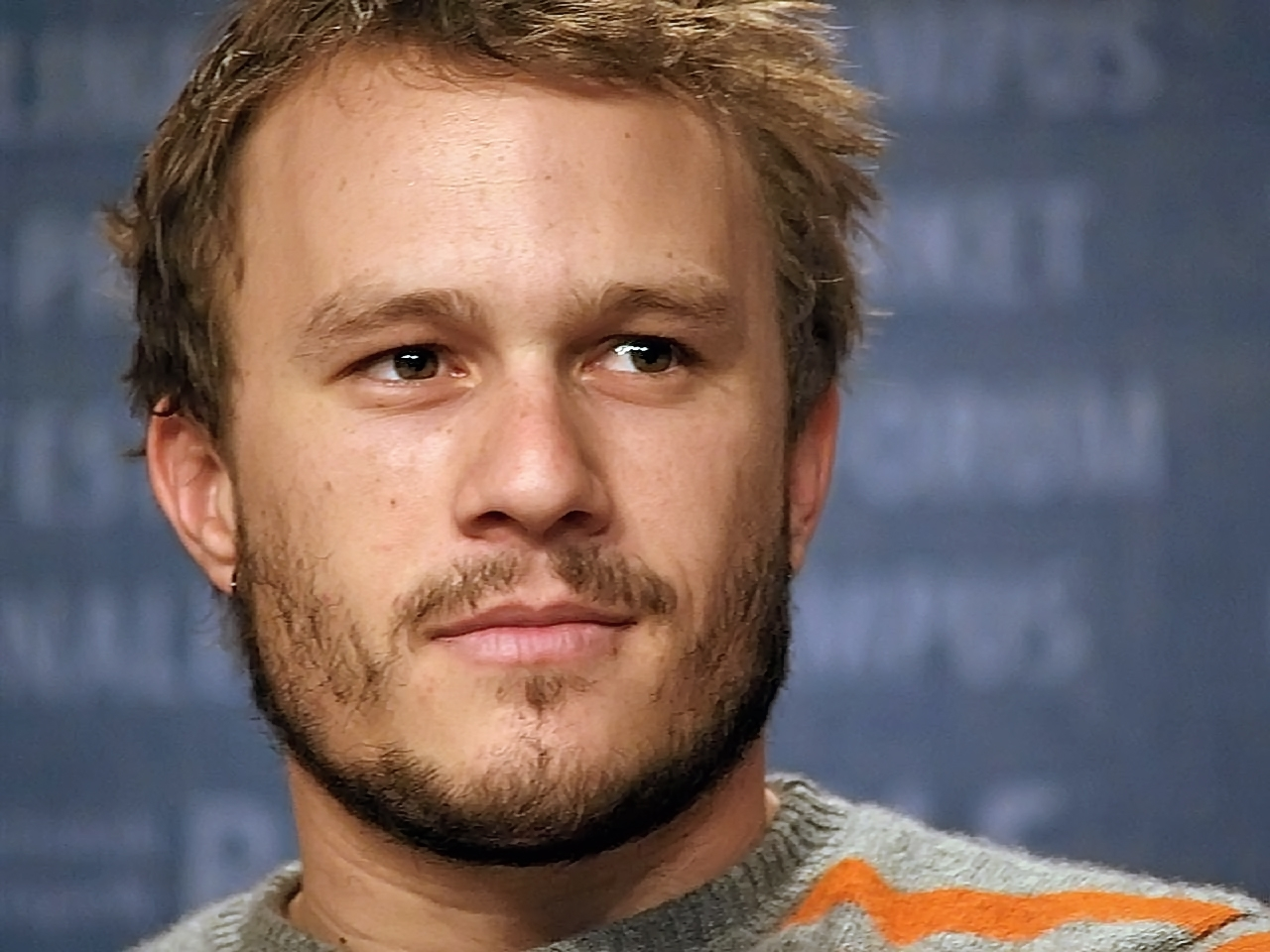
Heath Ledger, interprete del Joker nel film Il cavaliere oscuro nel 2008

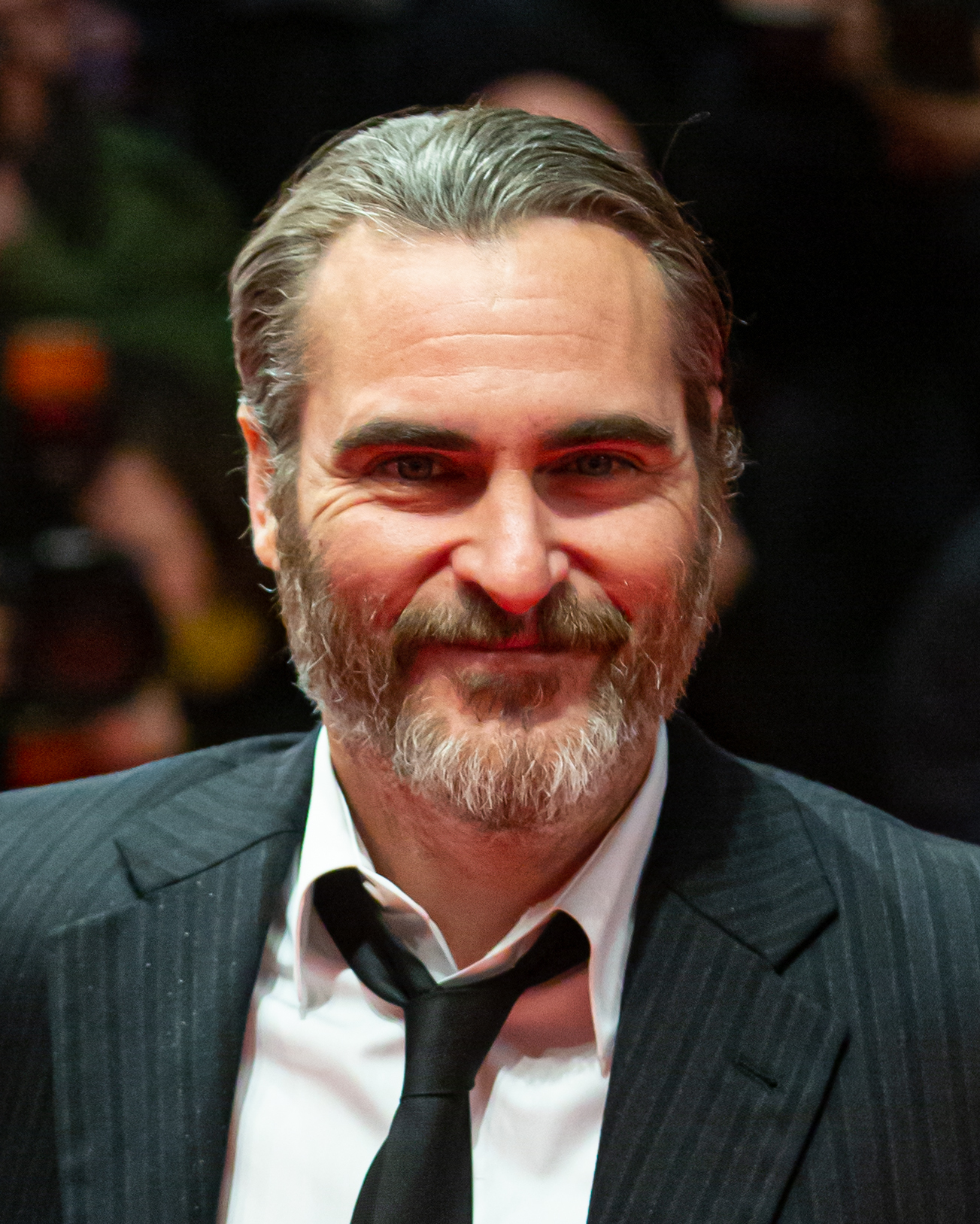
Joaquin Phoenix, interprete del Joker nell'omonimo film del 2019

- Batman (1966), diretto da Leslie H. Martinson: Joker appare nel film, ed è stato interpretato da Cesar Romero. Questo lungometraggio segna il debutto al cinema del personaggio.
- Batman (1989), diretto da Tim Burton: Joker è l'antagonista principale del film, ed è stato interpretato da Jack Nicholson (David U. Hodges lo impersona nel flashback)[85]. Nicholson era stata la scelta di Uslan e Kane sin dal 1980.[86] La nascita del personaggio è simile a quella narrata dal fumetto dell'anno precedente, Batman: The Killing Joke, ma invece di essere un comico fallito, gli sceneggiatori decisero di fare subito del Joker un criminale incallito. Prima della trasformazione è Jack Napier, temuto gangster che funge da braccio destro del potente boss mafioso di Gotham City, Carl Grissom, fino a quando quest'ultimo non tenta di farlo uccidere dopo aver saputo della sua relazione con Alicia Hunt, la ragazza dello stesso Grissom. Jack è noto per avere un mazzo di carte caratteristico, con un foro di proiettile attraverso ogni carta. Già da bambino, Napier era emotivamente instabile, ma estremamente intelligente, mostrando una conoscenza avanzata della chimica, dell'arte e della scienza. Il suo carattere è connotato da violenti sbalzi d'umore. Tutti questi tratti verranno accentuati dal bagno nella vasca di rifiuti chimici, causato da un'irruzione nella fabbrica in cui Napier si trovava, ad opera della polizia e di Batman, più un tentativo fallito di chirurgia plastica lo lascia con un riso sardonico. Inoltre in questa particolare trasposizione è Batman stesso a volersi vendicare, questo perché in questo film Jack Napier è il malvivente che uccide i genitori di Bruce Wayne insieme al suo compare Bob all'uscita di un teatro per rubare la collana di Martha Wayne. Nel film Joker tenta sia di corteggiare l'affascinante fotocronista Vicki Vale che di vendicarsi in ogni modo di Batman, senza però riuscirci con entrambi. Solo alla fine del film, dopo che ha quasi avvelenato Gotham City, si scontra con il supereroe ma alla fine verrà fatto precipitare dall'altissima cattedrale della metropoli, andando incontro alla morte, accendendo però il registratore con la sua risata. L'interpretazione di Nicholson ha avuto riscontri positivi[87] tanto da classificarsi al 45º posto nella lista dei migliori cattivi secondo l'American Film Institute.[88][89]
- Il cavaliere oscuro (2008), diretto da Christopher Nolan: Joker è l'antagonista principale del film, ed è stato interpretato da Heath Ledger. Ledger trasse ispirazione leggendo molti fumetti, tra cui soprattutto Batman: The Killing Joke e Arkham Asylum[90], e basandosi su personaggi come Alex DeLarge e Sid Vicious.[91] Joker è un capo criminale che si autodefinisce un "agente del caos", prendendo man mano il controllo della mafia di Gotham City e cercando di gettare la città nell'anarchia. Ritratto come sardonico, nichilista, empirista ed estremista, è incredibilmente intelligente, freddo e composto, molto abile nella manipolazione psicologica e nel pianificare o improvvisare strategie complesse. Quando combatte è estremamente impavido e imprevedibile, e dimostra più volte di non preoccuparsi nemmeno della sua salvezza o sicurezza, mancando di autoconservazione. Usa un'ampia varietà di armi (dalle armi da fuoco agli esplosivi), ma preferisce usare i coltelli perché ritiene le pistole "troppo rapide". È consapevole di essere la nemesi di Batman e ammette che non vuole ucciderlo perché ha bisogno di lui come parte dei suoi esperimenti sociali estremi, e vuole dimostrare come anche il miglior paladino della giustizia, il procuratore distrettuale Harvey Dent, possa crollare; il piano però viene neutralizzato da Batman, disposto ad assumersi la responsabilità degli omicidi di Dent pur di non vanificare l'ideale di speranza che il procuratore rappresentava per la popolazione di Gotham. In un'intervista, Heath Ledger ha descritto il suo Joker come "un pagliaccio psicopatico, un assassino di massa, uno schizofrenico con zero empatia".[92] Questa versione del Joker venne criticata da Nicholson definendola senza spirito, attaccando inoltre la produzione per non averlo contattato per chiedergli il suo parere al riguardo.[93] Infatti è molto più realistica, proprio come la desiderava Nolan, il regista della pellicola: il volto bianco,[94] le labbra rosso rubino[94] e i capelli verdi[94] non fanno parte del suo aspetto naturale, ma si tratta di un trucco facciale che il criminale applica al suo volto con gli occhi infossati e fittamente cerchiati di nero come una sorta di pittura di guerra, per farsi notare e suscitare terrore nell'avversario. Il ghigno malato è un Glasgow smile, accentuato di fatto da due cicatrici che dagli angoli delle labbra si estendono fino sulle guance.[94] Il personaggio sonda le cicatrici facciali con la lingua e cammina con le spalle curve e il mento in fuori e in basso, ricordando una iena.[95] Al Joker di questa versione, a differenza di quello di Nicholson, non viene mostrato un passato; Joker spiega solo le origini delle sue cicatrici alle vittime, che rivelano la sua vita da giovane, tuttavia ogni volta cambia la versione, rendendo il suo personaggio misterioso. Ledger ha ricevuto il plauso universale della critica,[96][97][98][99][100] vincendo numerosi premi postumi per la sua interpretazione, tra cui l'Oscar al miglior attore non protagonista, il Golden Globe per il miglior attore non protagonista, il BAFTA al miglior attore non protagonista, il Saturn Award per il miglior attore non protagonista e l'MTV Movie Award al miglior cattivo.
- Joker (2019), diretto da Todd Phillips: Joker è il protagonista dell'omonimo film, ed è stato interpretato da Joaquin Phoenix, che ha vinto l'Oscar al miglior attore per la sua interpretazione. In questa pellicola vengono narrate le origini del Joker, reinterpretate in modo originale dal regista, rimanendo un film esterno al DC Extended Universe e prendendo una svolta autoriale e intimista, ignorando quasi completamente il canone narrativo dei comics o dei film precedenti. In questa storia Joker è Arthur Fleck, comico fallito che vive in una Gotham dei primi anni 80 distrutta dalla disuguaglianza sociale, facendo come lavoro il pagliaccio. Alienato e deriso dalla società, la psiche di Fleck andrà in frantumi in seguito a dei tragici avvenimenti, trasformandolo in uno psicopatico assassino. In questa versione la risata caratteristica di Joker è causata da uno strano disturbo di Arthur, ispirato alla reale sindrome pseudobulbare, che gli causa attacchi irrefrenabili di risa durante momenti di forte tensione e di sofferenza. Il look del Joker che il protagonista adotta è caratterizzato da un vestito dai colori sgargianti. La faccia è nuovamente truccata di bianco, più simile a quella di un vero clown, con labbra rosse che formano un sorriso, la punta del naso sempre rossa, gli occhi cerchiati di azzurro, piccole sopracciglia rosse disegnate e i classici capelli verdi. Il film ha vinto il Leone d'Oro al Miglior Film.
- The Batman: il personaggio è presente in una scena tagliata, interpretato dall'attore irlandese Barry Keoghan: nella scena, una misteriosa figura rinchiusa in una cella vicina a quella dell'Enigmista propone a quest'ultimo di essere amici, finendo la scena con i due supercriminali che ridono in modo maniacale. Nella scena tagliata, Batman si reca all'Arkham Asylum per interrogarlo e chiedergli un parere sull'Enigmista ed il suo modus operandi.
- Joker: Folie à Deux (2024) regia di Todd Phillips.

#### DC Extended Universe

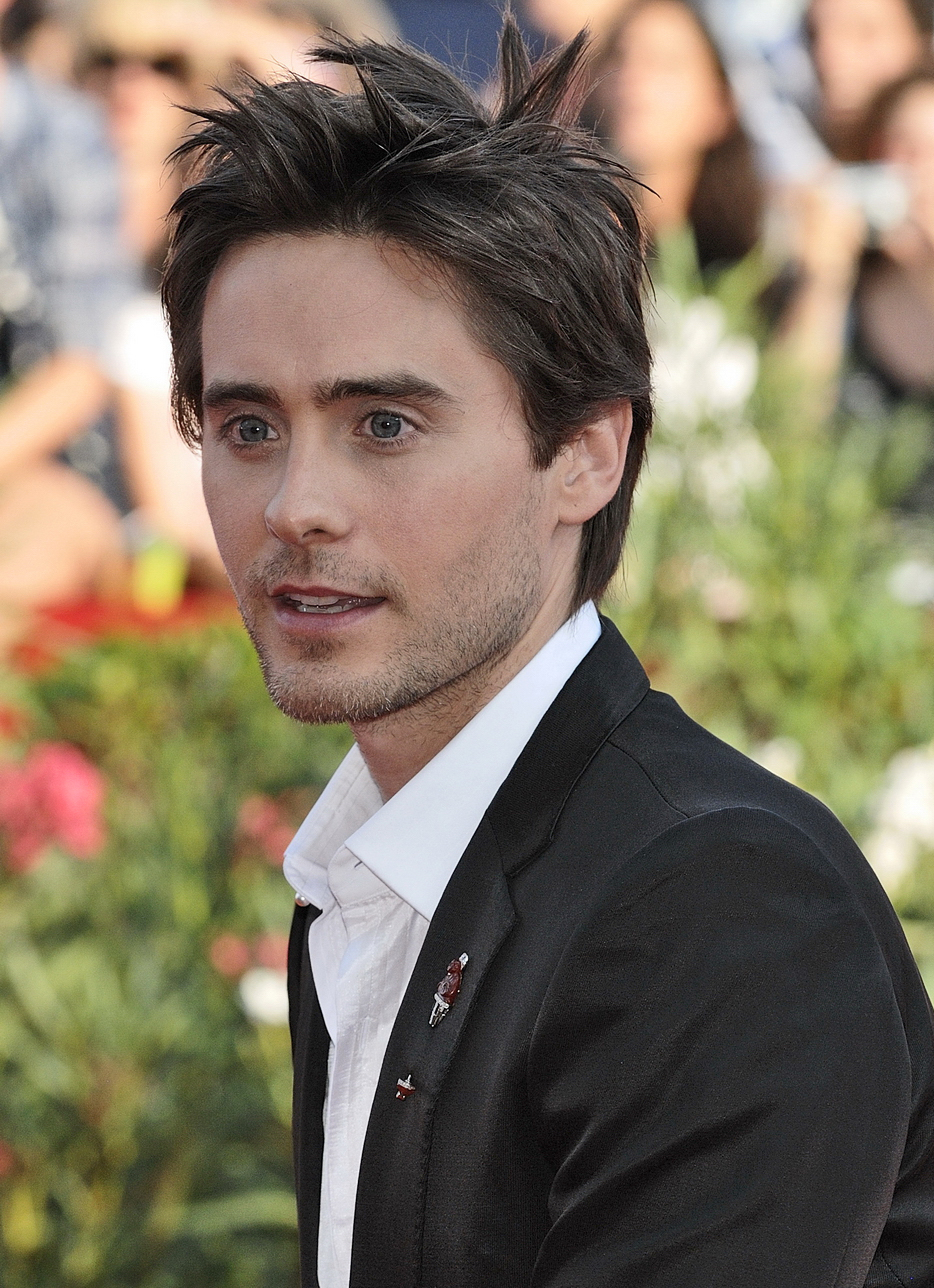
Jared Leto, interprete del Joker nel DC Extended Universe, a partire dal film Suicide Squad del 2016

Nel franchise del DC Extended Universe, Joker è interpretato da Jared Leto e appare nei seguenti film:
- Suicide Squad (2016), diretto da David Ayer: Joker è uno degli antagonisti del film;[101] tratto distintivo di questo Joker sono i tatuaggi su gran parte del corpo e i denti di ferro. Inoltre è il primo Joker a non avere il sorriso deformato in alcun modo e, invece di ridere normalmente, si mette la mano con il tatuaggio del ghigno dinanzi alla bocca. Le innovazioni sono anche da un punto di vista psicologico. Abbiamo infatti un Joker "più gangster" con la sua banda, il suo locale ed un braccio destro, Jonny Frost (tratto dal fumetto "Joker" di Brian Azzarello e Lee Bermejo dove, tra l'altro, Joker gestisce un locale come nel film). Inoltre l'amore di Harley Quinn nei suoi confronti sembrerebbe ricambiato nonostante la ragazza sia stata torturata dal clown principe del crimine (definito da Amanda Waller il "re" di Gotham). Jared Leto interpreta il clown principe del crimine anche nel video musicale di Purple Lamborghini di Rick Ross e Skrillex. La canzone è infatti una delle colonne sonore inedite di Suicide Squad ed è dedicata proprio al personaggio del Joker. La sua versione del personaggio fa inoltre un cameo (oltre che varie apparizioni tramite spezzoni di film) in un'altra canzone inedita per il film, Gangsta di Kehlani anche se, nella fugace apparizione nel videoclip, Joker non è effettivamente interpretato da Jared Leto (infatti non appare di faccia).
- A luglio 2017 viene annunciata la realizzazione di uno spin-off di Suicide Squad dal titolo Harley Quinn and the Joker con Margot Robbie,[102] ma il progetto è stato rinviato e in seguito cancellato. Nel 2020 esce Birds of Prey e la fantasmagorica rinascita di Harley Quinn dove il clown ha solo un cameo animato ed appare in una scena tagliata interpretato da Johnny Goth (non ripreso mai di faccia), mantenendo lo stesso design visto in Suicide Squad. Nella pellicola il criminale lascia la sua partner Harley e viene nuovamente marcato quanto sia rispettato dagli altri criminali di Gotham al punto che lui e la sua ex signora hanno sostanzialmente carta bianca ovunque vadano.
- Zack Snyder's Justice League (2021), diretto da Zack Snyder: Jared Leto riprende il ruolo del Joker in una delle scene aggiunte alla cut di Justice League di Snyder, rilasciata su HBO Max. Il clown appare in una sequenza ambientata nel futuro Knightmare (futuro apocalittico in cui Darkseid è riuscito nel suo piano e ha dalla sua parte Superman) dove appare tra i pochi sopravvissuti del team di Batman assieme Deathstroke, Flash, Mera e Cyborg. Qui il criminale parla con la sua arcinemesi mettendo da parte la loro faida per combattere un nemico comune, ricordando l'uccisione di Robin (già menzionata in Batman v Superman: Dawn of Justice e Suicide Squad) che ha commesso anni prima solo per far sì che Bruce gli ricordi della morte di Harley Quinn, minacciando di ucciderlo come aveva promesso alla ragazza. Joker è inizialmente interdetto, ma poi scoppia a ridere prendendo in giro il suo "migliore amico". Successivamente aiuta il gruppo apparentemente sacrificandosi e trovando redenzione. Il suo design appare visibilmente diverso, con gran parte (se non tutti) i tatuaggi rimossi, capelli lunghi, guanti gialli, trucco sulle labbra scombinato e con indosso un camice bianco ed un giubbotto antiproiettile.

### Televisione

#### Serie televisive

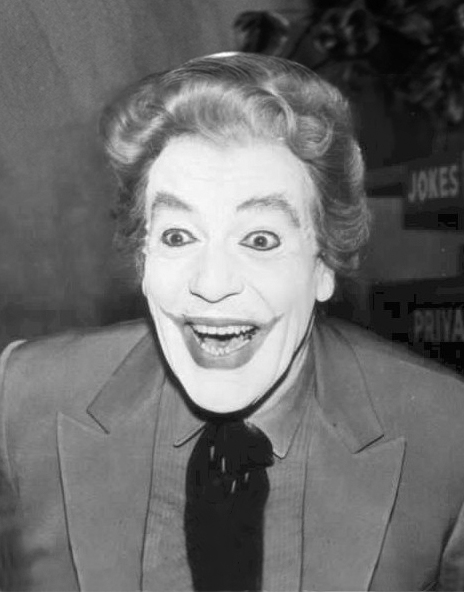
Cesar Romero, interprete del Joker nella serie televisiva Batman degli anni sessanta.

- Il primo attore ad impersonare Joker in un adattamento live-action è stato Cesar Romero, in diciotto episodi della serie televisiva Batman, facendone di lui il cattivo più ricorrente della serie. L'attore si era rifiutato di radersi i baffi che portava fin dall'inizio della sua carriera; per questo sono spesso ben visibili sotto al trucco della faccia sbiancata del Joker. L'abito viola scuro è inoltre sostituito da uno color magenta. Il Joker della serie televisiva è ispirato a quello dei fumetti degli anni '60, ritratto come un burlone eccentrico e spensierato che usa una serie di gadget relativamente innocui nei suoi crimini, e non il solito psicopatico.[103][104] Più volte, durante la serie, arriva ad allearsi con altri cattivi storici della serie, in particolare il Pinguino, l'Enigmista e Catwoman. Compare ancora interpretato da Romero nel successivo film del 1966, girato nella pausa estiva tra la prima e la seconda stagione.
- Joker fa anche un cameo nella serie televisiva Birds of Prey del 2002, interpretato da Roger Stoneburner e doppiato in originale da Mark Hamill.

#### Lungometraggi
- Supereroi per caso: Le disavventure di Batman e Robin (2003): è stato interpretato da Bud Watson.

### Videogiochi
Joker appare nei seguenti videogiochi:
- Batman: The Caped Crusader, sviluppato dalla Ocean Software (1988)
- Batman, sviluppato dalla Ocean Software (1989)
- Batman, sviluppato dalla NuMega (1990)
- Batman: Return of the Joker, sviluppato dalla Sunsoft (1991)
- Batman: The Animated Series, sviluppato dalla Konami (1993)
- The Adventures of Batman & Robin, sviluppato dalla Konami, Clockwork Tortoise e Novotrade (1994)
- Batman of the Future: Return of the Joker, sviluppato dalla Kemco (2000)
- Batman: Chaos in Gotham, sviluppato dalla Ubisoft (2001)
- Batman: Gotham City Racer, sviluppato dalla Sinister Games (2001)
- Batman: Vengeance, sviluppato dalla Ubisoft Montréal (2001)
- Justice League: Injustice for All, sviluppato dalla Saffire (2002)
- Batman: Dark Tomorrow, sviluppato dalla HotGen (2003)
- Batman: Rise of Sin Tzu, sviluppato dalla Ubisoft Montréal (2003)
- LEGO Batman: Il videogioco, sviluppato dalla Traveller's Tales (2008)
- Mortal Kombat vs DC Universe, sviluppato dalla Midway Amusement Games e Warner Bros. Interactive Entertainment (2008)
- Il cavaliere oscuro (2008)
- Batman: Arkham Asylum, sviluppato dalla Rocksteady Studios (2009)
- Batman: Guardiano di Gotham (2010)
- DC Universe Online, sviluppato dalla Sony Online Austin (2011)
- Batman: Arkham City, sviluppato dalla Rocksteady Studios (2011)
- Batman: Arkham City Lockdown, sviluppato dalla NetherRealm Studios (2011)
- LEGO Batman 2: DC Super Heroes, sviluppato dalla Traveller's Tales (2012)
- Injustice: Gods Among Us, sviluppato dalla NetherRealm Studios (2013)
- Batman: Arkham Origins, sviluppato dalla Warner Bros. Games Montréal (2013)
- Batman: Arkham Origins Blackgate, sviluppato dalla Armature Studio (2013)
- The LEGO Movie Videogame, sviluppato da Traveller's Tales (2013)
- LEGO Batman 3: Gotham e oltre, sviluppato dalla Traveller's Tales e Feral Interactive (2014)
- Batman: Arkham Knight, sviluppato dalla Rocksteady Studios (2015)
- LEGO Dimensions, sviluppato dalla Traveller's Tales (2015)
- Batman: The Telltale Series, sviluppato dalla Telltale Games (2016)
- Injustice 2, sviluppato dalla NetherRealm Studios (2017)
- Batman: The Telltale Series - The Enemy Within, sviluppato dalla Telltale Games (2017)
- LEGO DC Super-Villains, sviluppato dalla Traveller's Tales (2018)
- Mortal Kombat 11, sviluppato dalla Netherrealm Studios (2019)
- The LEGO Movie 2 Videogame, sviluppato da Traveller's Tales (2019)
- Suicide Squad: Kill the Justice League, sviluppato dalla Rocksteady Studios (2024)
- MultiVersus, sviluppato dalla Player First Games (2024)
- Batman: Arkham Shadow, sviluppato dalla Camouflaj (2024)

#### Ruoli

##### Batman: Arkham
Joker appare nella saga di Batman: Arkham, dove è doppiato da Mark Hamill in inglese e da Riccardo Peroni in italiano, con le sole eccezioni di Batman: Arkham Origins e Batman: Arkham Origins Blackgate dove in inglese è doppiato da Troy Baker.
- In Batman: Arkham Asylum, primo videogioco della serie, Joker, con l'aiuto di Harley Quinn, prende il controllo del Manicomio di Arkham liberando gli altri supercriminali e creando il caos, lasciando Batman a gestire la situazione. Nel corso della trama Bruce, con l'aiuto di Oracolo, scopre che la rivolta era finalizzata ad un piano più grande: trovare la formula Titan, ovvero una variante del Venom di Bane. Esso è stato creato dalla psichiatra Penelope Young, ignara del fatto che lo stesso Clown Principe del Crimine fosse uno dei principali finanziatori del progetto, e Joker intende diffonderla attraverso le fogne e trasformare i cittadini di Gotham City in mostri che distruggeranno la città. Dopo essere riuscito a sventare il suo piano, Batman sconfiggerà un Joker mutato da un'overdose di Titan sul tetto di Arkham, salvando la città e riportando l'ordine nel manicomio. Joker è anche giocabile in modalità sfida nella versione per PlayStation 3 del videogioco.
- In Batman: Arkham City, secondo capitolo della serie, Joker è afflitto da una malattia mortale sanguigna causata dall'overdose di Titan di cui abusò 18 mesi prima nel tentativo di uccidere Batman sul tetto del Manicomio di Arkham, e si contende il controllo di Arkham City con Due Facce e il Pinguino. Con un tranello riuscirà ad iniettare il suo sangue infetto a Batman, rivelandogli anche di aver mandato anche delle riserve agli ospedali di tutta Gotham, costringendolo così a trovare Mister Freeze, che stava lavorando a una cura ed è sparito. Batman guarirà bevendo parte della cura sintetizzata da Freeze, mentre Joker, attaccandolo alle spalle, farà cadere la fialetta contenente la parte rimanente. Batman gli confesserà che malgrado tutte le morti di persone innocenti che ha causato, lo avrebbe comunque salvato. Joker, divertito dalle parole di Bruce, scoppierà a ridere fino ad esalare il suo ultimo respiro con il suo classico ghigno sul volto. Mark Hamill vinse uno Spike Video Game Awards comd miglior doppiatore in un videogioco nell'edizione del 2011 per la sua interpretazione.
- Joker appare anche nell'espansione per dispositivi mobili di Batman: Arkham City, Batman: Arkham City Lockdown dove è uno dei boss del gioco.
- In Batman: Arkham Origins, prequel della serie, viene narrato il primo incontro tra Batman e Joker nell'"Arkhamverse". Nella notte di Natale Joker ha rapito Maschera Nera, rubandogli l'alias e mettendo una taglia da 50 milioni di dollari sulla testa di Batman, offrendola a otto assassini. Una volta rivelatosi al Cavaliere Oscuro e agli assassini da lui assoldati verrà fermato da Batman e rinchiuso nel Penitenziario di Blackgate. Qui farà la conoscenza della dottoressa Harleen Quinzel.
- Joker è uno dei nemici principali di Batman: Arkham Origins Blackgate. Ambientato tre mesi dopo Batman: Arkham Origins, questa espansione vede il Clown prendere il controllo del penitenziario di Blackgate assieme al Pinguino e Maschera Nera.
- Nel terzo e ultimo capitolo della serie Batman: Arkham Knight sono passati 9 mesi dalla morte del Joker. La polizia bloccò la maggior parte delle sacche inviate dal Joker da Arkham City agli ospedali di Gotham, ma a causa di errori ospedalieri alcune riuscirono ad entrare ed essere usate per delle trasfusioni infettando cinque persone: la direttrice del consiglio delle Queen Industries di Star City, Christina Bell, il puglle Albert King, conosciuto sul ring come Goliath, il cantante Johnny Charisma e il preside della McCallum University, Henry Adams. Per quest'ultimo capitolo Mark Hamill ricevette una nomination ai The Game Awards del 2015 come miglior doppiatore.
- Il personaggio appare anche nell'espansione di Batman: Arkham Knight, Batman: Arkham VR. Ambientato in un incubo di Bruce prima degli eventi di Batman: Arkham Knight il gioco vede il Clown apparire come allucinazione di Batman, il quale sta indagando sulla morte non reale di Nightwing. Alla fine si scoprirà che l'assassino in questo incubo è proprio lui sotto il controllo dell'effetto collaterale del sangue infetto del Clown.
- In Suicide Squad: Kill the Justice League, titolo ambientato nella stessa continuity della saga di Arkham diversi anni dopo il suo epilogo, vi sono diversi riferimenti al Joker e alle sue azioni nel corso dei giochi e alla sua morte. Nella Prima Stagione del gioco venne introdotta anche una variante Elseworld del Joker, doppiata in originale da J.P. Karliak, che si unisce alla Suicide Squad per fermare Brainiac.
- Il Joker riappare in ruolo solamente vocale, interpretato nuovamente da Troy Baker, nel gioco VR Batman: Arkham Shadow, sequel di Batman: Arkham Origins e prequel di Batman: Arkham Asylum. Intrappolato a Blackgate sotto lo pseudonimo di Matches Malone, Bruce Wayne si ritroverà vicino di cella della sua nemesi nella sezione di massima sicurezza e potrà avere diverse conversazioni con lui. Entro la fine del gioco, la sua cella sarà trovata aperta e il criminale sarà evaso, probabilmente con Harley Quinn come suggerito da alcuni dialoghi disponibili con lui e da altri dettagli nel gioco.
- In Mortal Kombat 11, nel suo finale, Joker si ritrova a uccidere per divertimento nel Regno della Terra, nel Regno Esterno e nel Regno Occulto quando, dopo aver ucciso Kronika ed essersi impossessato del suo potere, evoca da un'altra dimensione il guerriero Havik, iniziando a conquistare con quest'ultimo varie dimensioni, rivolgendosi anche al giocatore minacciando di farsi trovare di notte, rompendo così la quarta parete.

##### Batman: The Telltale Series
Il personaggio appare in entrambe le stagioni della serie videoludica sviluppata dalla Telltale Games dove è doppiato da Anthony Ingruber.

### Web
- Nightwing: The Series, serie web del 2014 di Adam Zielinski: è stato interpretato da Jake Taylor

## Doppiatori italiani
- Riccardo Peroni in Batman, Batman - Cavaliere della notte, Batman e Superman - I due supereroi (I migliori del mondo)[105], Batman of the Future, Batman of the Future - Il ritorno del Joker, The Batman, Batman: Arkham Asylum, Batman: Arkham City, Batman: Arkham Origins, Batman: Arkham Knight, Justice League, Batman contro Dracula, Batman: The Brave and the Bold, Injustice 2, Mortal Kombat 11
- Pasquale Anselmo in Justice League Action, Batman Unlimited - L'alleanza dei mostri, Batman: Hush, Batman vs. Teenage Mutant Ninja Turtles, Injustice
- Rodolfo Bianchi nell'edizione televisiva de I migliori del mondo[106], trasmessa all'interno di Superman
- Sergio Di Giulio in Batman - La maschera del Fantasma
- Mario Brusa nell'episodio I Miti della serie Static Shock
- Adriano Giannini ne Il cavaliere oscuro, Joker, Joker: Folie à Deux
- Gerolamo Alchieri in Batman: Under the Red Hood
- Marco Guadagno in LEGO Batman - Il film
- Manuel Meli in The Batman
- Ettore Conti nella serie televisiva Batman
- Gianfranco Bellini in Batman di Leslie H. Martinson (1966)
- Giancarlo Giannini in Batman di Tim Burton (1989)